# Reńska Wieś (Pakosławice)
Reńska Wieś (deutsch Reinschdorf) ist eine Ortschaft der Landgemeinde Pakosławice in Polen. Sie liegt im Powiat Nyski (Kreis Neisse) in der Woiwodschaft Oppeln.

## Geographie

### Geographische Lage
Das Angerdorf Reńska Wieś liegt im Südwesten der historischen Region Oberschlesien. Der Ort liegt etwa einen Kilometer westlich des Gemeindesitzes Pakosławice, etwa elf Kilometer nordwestlich der Kreisstadt Nysa und etwa 50 Kilometer südwestlich der Woiwodschaftshauptstadt Opole.
Reńska Wieś liegt in der Nizina Śląska (Schlesische Tiefebene) innerhalb der Równina Grodkowska (Grottkauer Ebene). Südlich des Dorfs fließt die Korzkiew (Korkwitzer Bach), ein linker Zufluss der Glatzer Neiße. Östlich des Dorfes verläuft die Bahnstrecke Nysa–Brzeg.

### Nachbarorte
Nachbarorte von Reńska Wieś sind im Osten Pakosławice (Bösdorf) und im Südwesten Goszowice (Kuschdorf).

## Geschichte

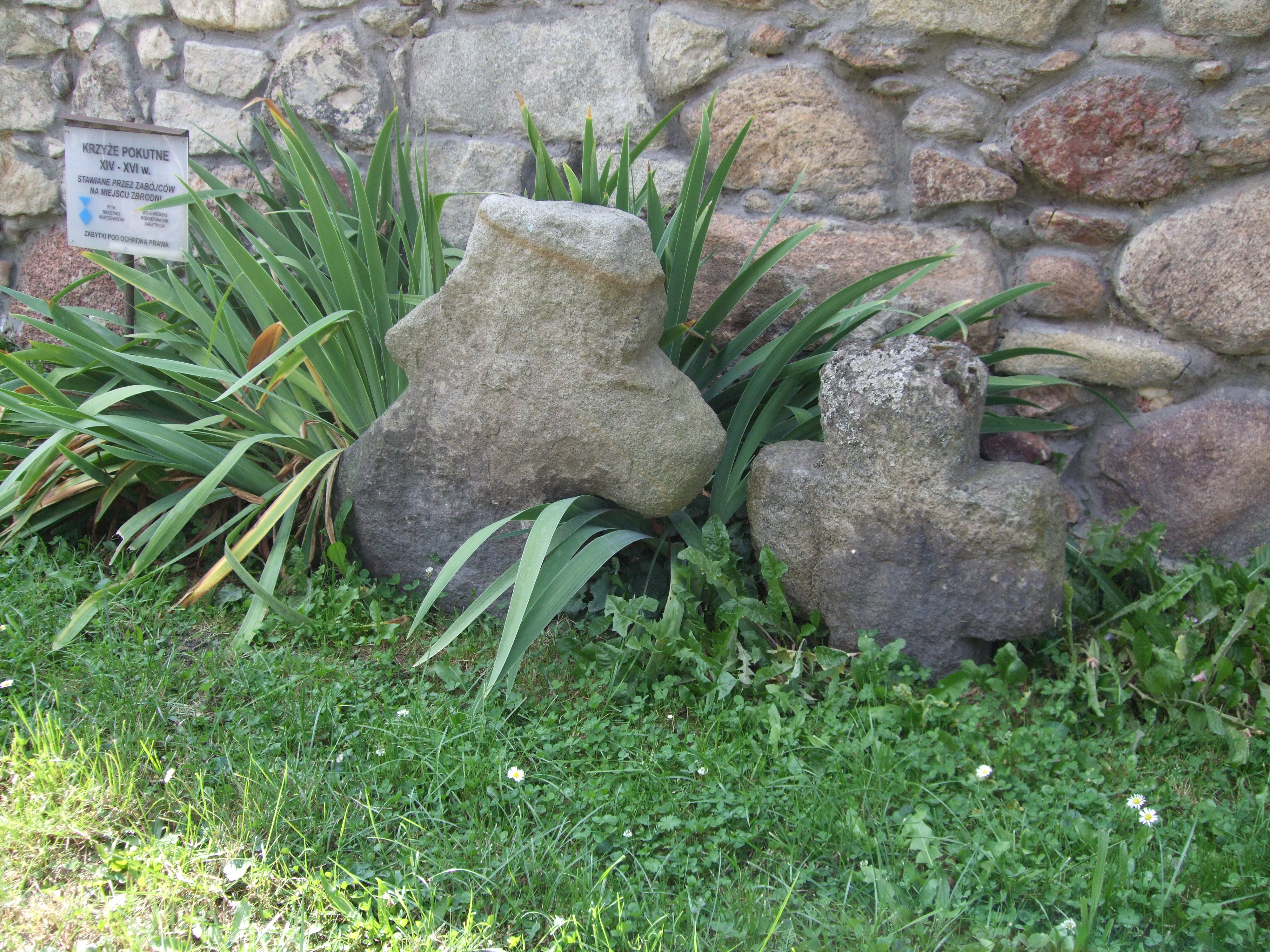
Sühnekreuze

In dem Werk Liber fundationis episcopatus Vratislaviensis aus den Jahren 1295–1305 wird der Ort erstmals als Rynensis villa erwähnt. Über den Ursprung des Namens gibt es mehrere Auffassungen. Im Werk Die schlesischen Ortsnamen. Ihre Entstehung und Bedeutung – Ein Bild aus der Vorzeit von Heinrich Adamy wird beschrieben, dass sich der Ortsname vom Gründer ableiten lässt, das Dorf des Reinholds. Andere Vermutungen gehen dahin zurück, dass das Dorf im 13. Jahrhundert von Siedlern aus dem Rheinland gegründet wurde. 1360 wird der Ort als Rynischdorf erwähnt.
Nach dem Ersten Schlesischen Krieg 1742 fiel Reinschdorf mit dem größten Teil Schlesiens an Preußen.
Nach der Neuorganisation der Provinz Schlesien gehörte die Landgemeinde Reinschdorf ab 1816 zum Landkreis Neisse im Regierungsbezirk Oppeln. 1845 bestanden im Dorf eine Scholtisei, eine katholische Pfarrkirche, zwei Kapelle, eine katholische Schule sowie 77 weitere Häuser. Im gleichen Jahr lebten in Reinschdorf 474 Menschen, davon drei evangelisch. 1855 lebten 534 Menschen im Ort. 1865 bestanden im Ort eine Scholtisei, 15 Bauer-, 35 Gärtner- und 14 Häuslerstellen. Die katholische Schule wurde im gleichen Jahr von 230 Schülern besucht. 1874 wurde der Amtsbezirk Reinschdorf gegründet, welcher aus den Landgemeinden Franzdorf, Korkwitz, Kuschdorf, Natschkau, Reimen, Reinschdorf, Schmelzdorf und Schmolitz und den Gutsbezirken Franzdorf, Korkwitz, Kuschdorf, Natschkau, Reimen, Reinschdorf und Schmelzdorf bestand. 1885 zählte Reinschdorf 515 Einwohner.
1933 lebten in Reinschdorf 449 Menschen. Im gleichen Jahr wurde Reinschdorf in den Amtsbezirk Bösdorf eingegliedert und der Amtsbezirk Reinschdorf wurde aufgelöst. 1939 zählte Reinschdorf 446 Einwohner. Bis 1945 befand sich der Ort im Landkreis Neisse.
1945 kam Reinschdorf unter polnische Verwaltung und wurde in Reńska Wieś umbenannt, die Bevölkerung wurde vertrieben. 1950 kam Reńska Wieś zur Woiwodschaft Oppeln. 1999 kam der Ort zum wiedergegründeten Powiat Nyski.

## Sehenswürdigkeiten
- Die römisch-katholische Kirche St. Margareta (poln. Kościół św. Małgorzaty) wurde 1649 im barocken Stil erbaut. 1721 wurde das Gebäude erweitert. 1945 wurde das Gebäude bedingt durch Kampfhandlungen im Ort beschädigt und zwischen 1954 und 1955 wieder Instand gesetzt.[4] Seit 1966 steht das Gebäude unter Denkmalschutz.[10]
- zwei Sühnekreuze
- Hölzernes Wegekreuz

## Vereine
- Freiwillige Feuerwehr OPS Reńska Wieś